# معركة مزار شرف الدين
معركة شرف الدين هي معركة استمرت لمدة خمسة أشهر اعتبارًا من أغسطس 2014 بين داعش وقوات البيشمركة الكردية مع الإيزيديين المحليين. وقعت المعركة في مزار شرف الدين الواقع على سلسلة جبال سنجار في محافظة نينوى شمال غرب العراق.

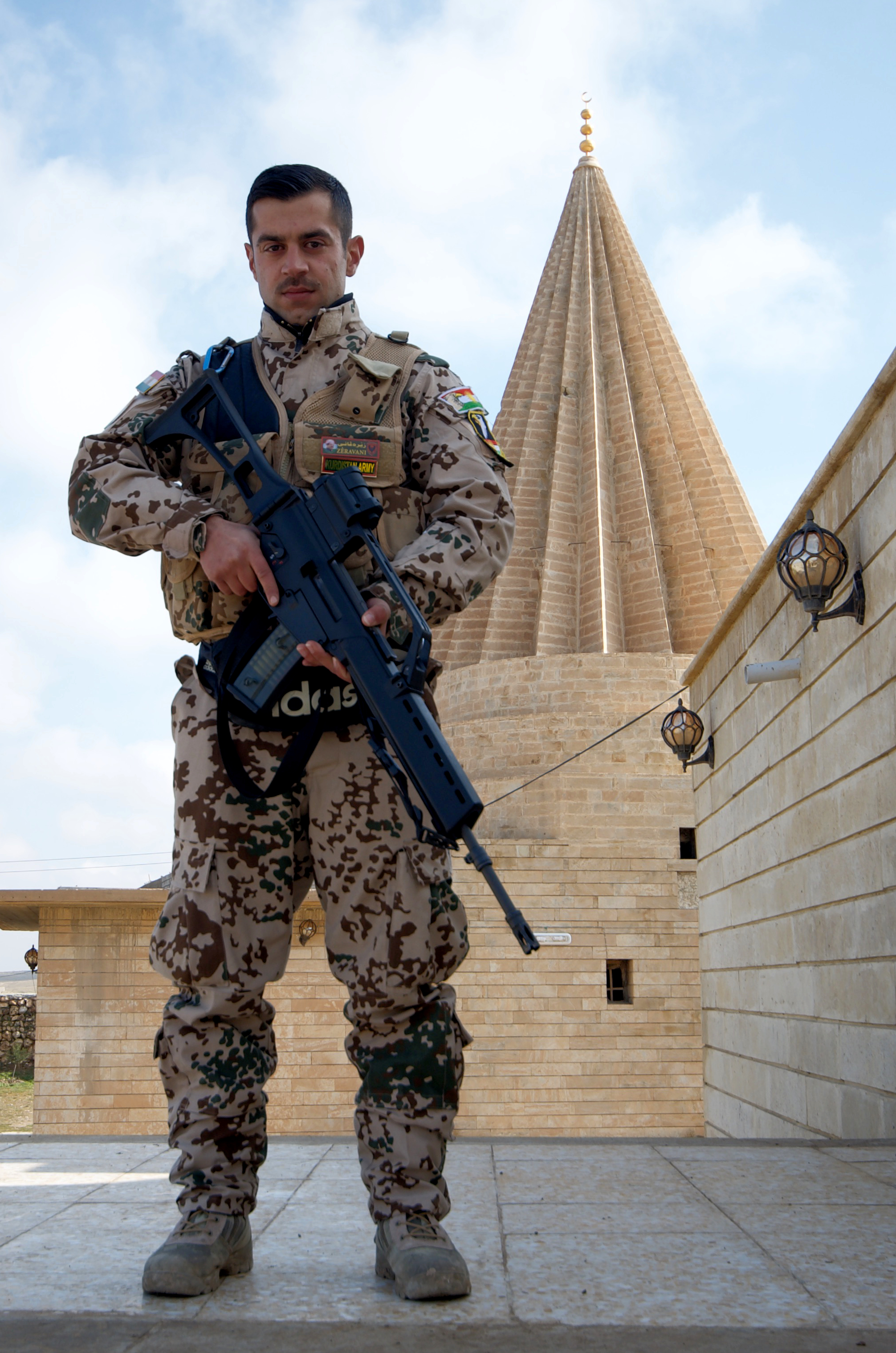
جندي ايزيدي خارج مزار شرف الدين

## المعركة
في أغسطس 2014، كان المزار موقعًا لمعركة حيث نجح 18 مقاتلاً من البيشمركة الإيزيدية المسلحة بأسلحة خفيفة تحت قيادة قاسم شيشو في صد قوة داعش الأكبر حجمًا والأفضل تجهيزًا بالمركبات المدرعة وقذائف الهاون والصواريخ التي هاجمت الضريح كجزء من الإبادة الجماعية للإيزيديين على يد داعش.
في 20 أكتوبر 2014، وفي الساعة الثالثة، تقدمت ميليشيات داعش نحو عدة مواقع حول جبل سنجار. وأفاد شهود عيان إلى أن 40 عربة هامفي استخدمت أثناء التقدم. تمكنت ميليشيات داعش من التقدم بسرعة وتطويق المدافعين في موقع المزار. بالنسبة للأقلية الدينية الإيزيدية، يعد شرف الدين ثاني أهم موقع للحج. وفقاً لتصريحات الإيزيديين، قُتل مائة مقاتل إيزيدي كجزء من الهجوم الكبير الذي وقع في 20 أكتوبر وحده. وكان المقاتلون الإيزيديون ينتظرون منذ أيام هجوماً إغاثياً وعدوا به من البيشمركة. وقد أعاقت أيام من المطر عمليات الهروب والدعم الجوي المحتمل من التحالف المناهض لتنظيم الدولة الإسلامية. في 22 أكتوبر، نشر المدافعون الإيزيديون مقطع فيديو يظهر فيه المقاتل الناطق باللغة الألمانية ياسر قاسم خلف. الفيديو عبارة عن نداء إلى العالم طلباً للمساعدة ويذكر أن جماعة المتطوعين الإيزيديين لا تسيطر إلا على مواقعها في الجبال وفي موقع الحج، وأن ميليشيات داعش تبعد 3 كم فقط عن موقع الحج.
وفي صباح يوم 25 أكتوبر، تمكنت القوات الكردية مرة أخرى من الاستيلاء على ناحية زمار، على بعد نحو 50 كيلومتراً من الحدود العراقية. كم شمال شرق جبال سنجار.  نسخة محفوظة 13 مارس 2016 على موقع واي باك مشين. وتمكن المدافعون من الحفاظ على استقرار الخط الأمامي حتى نهاية أكتوبر، بدعم من البيشمركة. في الأول من نوفمبر، أُعلن أن قوات البيشمركة أطلقت هجوماً لتحرير مدينة سنجار. تقع عاصمة المنطقة على بعد حوالي 10 كم جنوب غرب موقع الحج، على الجانب الآخر من جبال سنجار.
وفي ديسمبر 2014، شنت قوات البيشمركة هجوماً كبيراً ضد تنظيم الدولة الإسلامية في المنطقة، وتمكنت من تحرير معظم المنطقة في غضون أيام قليلة.